# محوطه درگ سیه
محوطه درگ سیه مربوط به دوران پیش از تاریخ ایران باستان تا دوران‌های تاریخی پس از اسلام است و در شهرستان مهران، جاده آسفالته روستای صالح آباد واقع شده و این اثر در تاریخ ۱۴ مرداد ۱۳۸۲ با شمارهٔ ثبت ۹۵۲۲ به‌عنوان یکی از آثار ملی ایران به ثبت رسیده است.